# Фоца
Фоца је насеље у Италији у округу Виченца, региону Венето.
Према процени из 2011. у насељу је живело 293 становника. Насеље се налази на надморској висини од 1084 м.

## Становништво
Према резултатима пописа становништва 2011. у општини је живело 717 становника.
| 1951. | 1961. | 1971. | 1981. | 1991. | 2001. | 2011. |
| ----- | ----- | ----- | ----- | ----- | ----- | ----- |
| 1.724 | 1.375 | 893   | 793   | 793   | 733   | 717   |

## Партнерски градови
- Sinnai, Нојфарн ин Нидербајерн, Темпио Паузанија